# 장천면
장천면(長川面)은 대한민국 경상북도 구미시의 면이다. 장천면은 구미시의 최동단에 위치하며, 군위군 효령면과 소보면 그리고 칠곡군 가산면과 접경하고 있으며, 서쪽으로 산동읍에 접경하고 있다.

## 개요
장천면은 남웅곡방, 북웅곡방으로 군위군 효령현에 속하였다가, 조선시대 초기에 남·북방을 합방하여 북웅곡방이라 부렀고 선산군에 이속되었다. 그 후 1895년 (고종 32년) 지방관제 개편에 따라 장천면이라 개칭되고, 1896년 건양 원년에 지사인을 두고, 1908년 강희 2년 지사인을 면장이라 하고, 1914년 군·면 폐합으로 당시 본 면의 32개 리동을 9개 동으로 개편하였다. 1914년 동폐합 시에는 면 사무소를 하장동에 두었다가 1923년에 상장동으로 이관하였다. 1987년 1월 1일 석우리가 칠곡군 가산면에 편입되었다. 1989년 1월 1일 칠곡군 가산면 신장리가 장천면에 편입되었고, 1995년 1월 1일 구미시와 선산군의 통합으로 구미시 장천면이 되었다.
산동읍과 더불어 구미시의 행정구역 중 대구 시내버스가 다니는 지역으로, 칠곡3번 경운대학교행이 1일 7회 운행한다.

## 행정 구역
- 하장리(下場里)
- 신장리(新長里)
- 묵어리(默語里)
- 여남리(汝南里)
- 오로리(五老里)
- 명곡리(明谷里)
- 금산리(錦山里)
- 상장리(上場里)
- 상림리(上林里)

## 교육
- 장천초등학교
- 오상중학교
- 오상고등학교